# Katrin Sedlmayerová
Katrin Sedlmayerová (* 27. prosince 1978 Mnichov) je bývalá německá reprezentantka ve sportovním lezení, první německá mistryně Evropy.
S lezením začala se svým otcem v deseti letech v roce 1989, kromě lezení jezdila také na kajaku.

## Výkony a ocenění
- 2000: první německá mistryně Evropy ve sportovním lezení (obtížnost), zvítězila ve svém rodném městě, další byli až Juliane Wurmová (2015 bouldering), mezi muži jen Jan Hojer (2015 a 2017 bouldering)
- 2001: nominace na prestižní mezinárodní závody Rock Master v italském Arcu
- 2002: tři medaile na světovém poháru, celkově 5. místo
- 2002: vicemistryně Německa v lezení na obtížnost
- 2004: vítězka Německého poháru v boulderingu

### Skalní lezení
- cesty v obtížnosti 8b

### Závodní výsledky
| Arco Rock Master | Arco Rock Master |
| Rok              | 2001             |
| ---------------- | ---------------- |
| Obtížnost        | 4-5              |

| Mistrovství světa | Mistrovství světa | Mistrovství světa |
| Rok               | 1999              | 2001              |
| ----------------- | ----------------- | ----------------- |
| Obtížnost         | 35                | 8                 |

| Světový pohár       | Světový pohár | Světový pohár | Světový pohár | Světový pohár | Světový pohár | Světový pohár |
| Rok                 | 1998          | 1999          | 2000          | 2001          | 2002          | 2004          |
| ------------------- | ------------- | ------------- | ------------- | ------------- | ------------- | ------------- |
| Obtížnost           | 26-27         | 19            | 10            | 30-32         | 5             | —             |
| jednotlivě* (1/2/1) | -,26-28,17    | 32,18,17,20   | -,,4,-,31     | -,-,-,-,13    | -,,-,,,8,4    | —             |
|                     |               |               |               |               |               |               |
| Bouldering          | —             | —             | —             | —             | —             | 30            |
| jednotlivě*         | —             | —             | —             | —             | —             | -,-,-,-,-,10  |

* Pozn.: nalevo jsou poslední závody v roce
| Mistrovství Evropy | Mistrovství Evropy | Mistrovství Evropy |
| Rok                | 2000               | 2002               |
| ------------------ | ------------------ | ------------------ |
| Obtížnost          | 1                  | 6                  |

| Mistrovství Německa | Mistrovství Německa |
| Rok                 | 2002                |
| ------------------- | ------------------- |
| Obtížnost           | 2                   |

| Mistrovství světa juniorů | Mistrovství světa juniorů | Mistrovství světa juniorů |
| Rok                       | 1994 kat A                | 1995 kat A                |
| ------------------------- | ------------------------- | ------------------------- |
| Obtížnost                 | 6-9                       | 14                        |